# Déterminisme
Le déterminisme est une théorie philosophique selon laquelle chaque événement, en vertu du principe de causalité, est complètement déterminé par les événements passés conformément aux lois de la nature. 
En physique, cette idée se traduit par la notion de système déterministe, c'est-à-dire un système soumis à une dynamique qui associe à chaque condition initiale un et un seul état final.
On parle également de système déterministe en automatique pour désigner un système pour lequel les mêmes entrées produisent toujours exactement les mêmes sorties, par opposition à un système stochastique pour lequel les mêmes entrées peuvent produire différentes sorties.

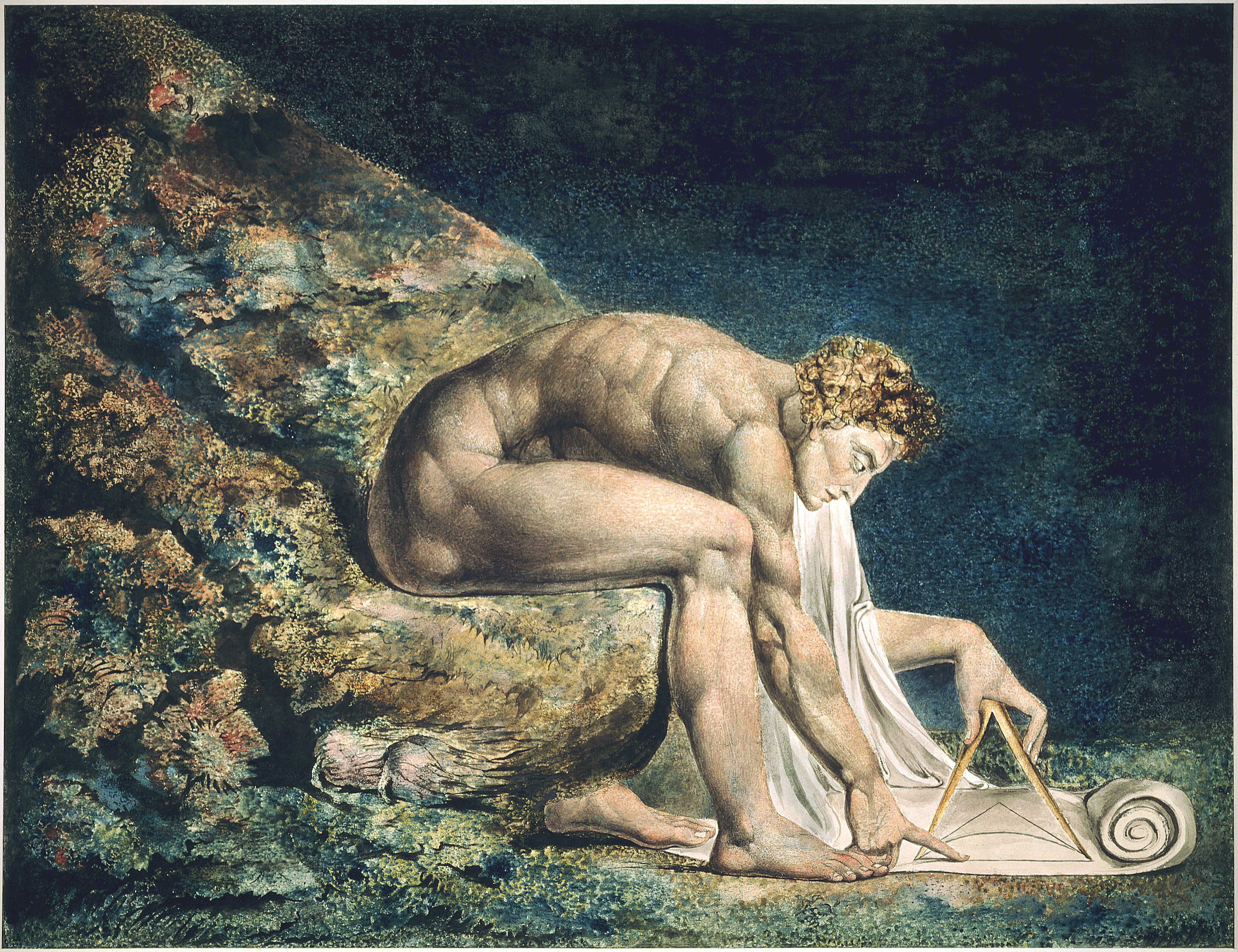
William Blake, Newton (1795).

Le mathématicien, astronome et physicien français Pierre-Simon de Laplace formule l'hypothèse d'un déterminisme universel en vertu duquel les lois de la physique font que, pour un état donné de l'univers, une seule évolution de celui-ci était possible et que celle-ci était, du moins en théorie, prédictible.
Peu d'idées ont suscité autant de débats à la fois scientifiques et philosophiques. Le déterminisme est un des principes fondamentaux du stoïcisme. Le déterminisme a été conçu comme un idéal vers lequel devait tendre la science, Claude Bernard en a fait le fondement de la démarche expérimentale, tandis que Durkheim et Freud l'ont introduit dans les sciences humaines et sociales. Par la suite, la mécanique quantique et les théories du chaos naissantes ont été perçues, à tort ou à raison, comme remettant en question la pertinence de la vision déterministe de la nature. Dans le même temps, l'application du déterminisme à la description des phénomènes humains a été présentée comme un repoussoir. Enfin, le problème de sa compatibilité avec le libre arbitre n'a jamais cessé de diviser les philosophes, comme en témoignent les critiques opposées aux stoïciens dès l'époque antique.

## Étymologie et histoire
Les philosophes stoïciens sont les premiers à adopter une approche déterministe dans leur définition du destin. On parle alors de fatum stoicum. Le terme « déterminisme » proprement dit apparaît quant à lui sous sa forme allemande, determinismus, à la fin du XVIIIe siècle. Il s'agit soit d'un dérivé direct du verbe determinieren (déterminer), soit d'une abréviation de praedeterminismus (« prédéterminé »). Il est utilisé alors dans le contexte du débat entre la thèse de la liberté de la volonté et celle de sa détermination par des raisons antérieures.
Pierre-Simon de Laplace, dans son Essai philosophique sur les probabilités (1812), n'emploie pas le terme « déterminisme » ; il fait par contre explicitement référence au « principe de la raison suffisante », « aux actions que l'on juge indifférentes » et à Leibniz, ce qui le rattache aux débats qui ont vu apparaître le mot dans la langue allemande.
En français, le terme apparaît dans le Dictionnaire des sciences philosophiques de 1844. La notice « déterminisme » se contente de renvoyer à « fatalité », « liberté » et « Leibniz ». On trouve à l'article « liberté », rédigé par Émile Saisset, cette définition :

« […] les deux systèmes du déterminisme et de la liberté d'indifférence, systèmes contradictoires dont le dernier suppose que l'homme peut se déterminer sans motifs, l'autre que les motifs déterminent invinciblement la volonté […]. »

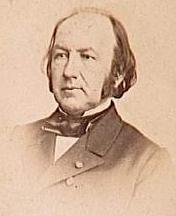
Claude Bernard (1813-1878) a introduit le terme « déterminisme » dans le vocabulaire scientifique.

L'introduction du terme « déterminisme » dans le vocabulaire scientifique est due à Claude Bernard, dans l'Introduction à l'étude de la médecine expérimentale, en 1865 :

« § V. — Il y a un déterminisme absolu dans les conditions d'existence des phénomènes naturels, aussi bien dans les corps vivants que dans les corps bruts. Il faut admettre comme un axiome expérimental que chez les êtres vivants aussi bien que dans les corps bruts les conditions d'existence de tout phénomène sont déterminées d'une manière absolue. Ce qui veut dire en d'autres termes que la condition d'un phénomène une fois connue et remplie, le phénomène doit se reproduire toujours et nécessairement, à la volonté de l'expérimentateur. La négation de cette proposition ne serait rien autre chose que la négation de la science même. En effet, la science n'étant que le déterminé et le déterminable, on doit forcément admettre comme axiome que dans des conditions identiques, tout phénomène est identique et qu'aussitôt que les conditions ne sont plus les mêmes, le phénomène cesse d'être identique. […] Or c'est à l'aide de l'expérimentation seule, ainsi que nous l'avons souvent répété, que nous pouvons arriver, dans les phénomènes des corps vivants, comme dans ceux des corps bruts, à la connaissance des conditions qui règlent ces phénomènes et nous permettent ensuite de les maîtriser. »

Pour Claude Bernard, le déterminisme est la condition de la compréhension scientifique et de l'étude expérimentale de la nature ; il a soin de distinguer cet usage du terme de celui qui a pu en être fait en philosophie où il est, pour lui, synonyme de négation du libre arbitre ou de « fatalisme ». Le principe de déterminisme se résume alors à « l'affirmation de la loi, partout, toujours ».
À partir du moment où le terme « déterminisme » est disponible dans la langue, il devient possible de distinguer, comme le fait Claude Bernard, celui-ci du « fatalisme » ou du « destin ». Généralement, on considère que ce qui est caractéristique du déterminisme, c'est l'idée selon laquelle la nécessité de ce qui advient est conditionnée par ce qui s'est passé et non pas absolue, alors que l'idée de fatalité ou de destin impliquerait que, quoi que l'on fasse, les choses se produisent comme il était écrit qu'elles devaient advenir. Auparavant, cette distinction n'était pas faite et il arrivait que les auteurs du XVIIIe emploient la notion de « fatalité » pour désigner la détermination causale des événements,.

## Déterminisme universel de Laplace
L'Essai philosophique sur les probabilités de Pierre-Simon de Laplace en 1812 est une référence à laquelle on peut se rattacher lorsque l'on traite de la question du déterminisme. Pourtant, pas plus qu'il n'a créé le mot, Laplace n'est l'inventeur de l'idée de déterminisme universel. On trouve dans l'article « Fortuit » de l'Encyclopédie, rédigé par d'Alembert, les intuitions qui seront développées 57 ans plus tard par son disciple :

« Supposez un événement de plus ou de moins dans le monde, ou même un seul changement dans les circonstances d'un événement, tous les autres se ressentiront de cette altération légère, comme une montre tout entière se ressent de la plus petite altération essuyée par une des roues. […] Supposons mille mondes existant à-la-fois, tous semblables à celui-ci, et gouvernés par conséquent par les mêmes lois ; tout s'y passerait absolument de même. Les hommes en vertu de ces lois feraient aux mêmes instants les mêmes actions dans chacun de ces mondes ; et une intelligence différente du Créateur qui verrait à-la-fois tous ces mondes si semblables, en prendrait les habitants pour des automates, quoiqu'ils n'en fussent pas, et que chacun d'eux au-dedans de lui-même fût assuré du contraire. »

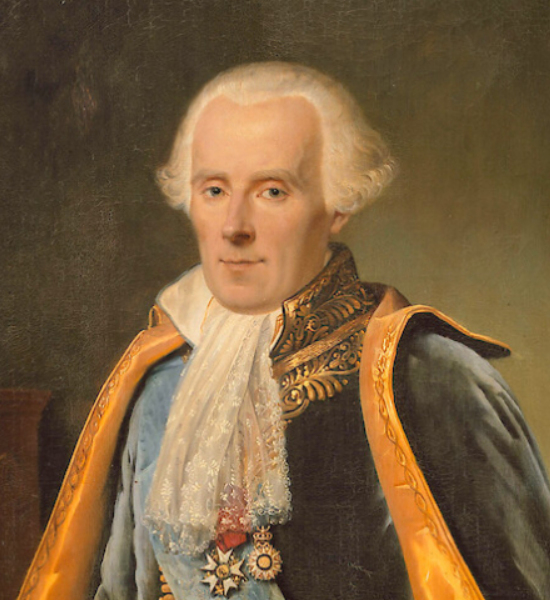
Pierre-Simon de Laplace (1749-1827).

L'idée était vraisemblablement en circulation dans le milieu encyclopédiste, puisqu'elle se retrouve aussi sous la plume du baron d'Holbach dans son Système de la nature (vers 1770) (voir citation ci-dessous, section Philosophie). Le texte de Laplace, lui, a condensé, en quelques phrases, la logique du raisonnement causal et l'a associée à une expérience de pensée qui lui donne une signification intuitive, semblable à la formulation d'un problème de mécanique, et qui est passée à la postérité sous le nom de « démon de Laplace » :

« Les événements actuels ont, avec les précédents, une liaison fondée sur le principe évident, qu'une chose ne peut pas commencer d'être, sans une cause qui la produise. Cet axiome, connu sous le nom de principe de la raison suffisante, s'étend aux actions mêmes que l'on juge indifférentes. La volonté la plus libre ne peut sans un motif déterminant, leur donner naissance ; car si toutes les circonstances de deux positions étant exactement semblables, elle agissait dans l'une et s'abstenait d'agir dans l'autre, son choix serait un effet sans cause : elle serait alors, dit Leibnitz, le hasard aveugle des épicuriens. L'opinion contraire est une illusion de l'esprit qui, perdant de vue les raisons fugitives du choix de la volonté dans les choses indifférentes, se persuade qu'elle s'est déterminée d'elle-même et sans motifs. Nous devons donc envisager l'état présent de l'univers, comme l'effet de son état antérieur, et comme la cause de celui qui va suivre. Une intelligence qui, pour un instant donné, connaîtrait toutes les forces dont la nature est animée, et la situation respective des êtres qui la composent, si d'ailleurs elle était assez vaste pour soumettre ces données à l'analyse, embrasserait dans la même formule les mouvements des plus grands corps de l'univers et ceux du plus léger atome : rien ne serait incertain pour elle, et l'avenir comme le passé, serait présent à ses yeux. L'esprit humain offre, dans la perfection qu'il a su donner à l'Astronomie, une faible esquisse de cette intelligence. Ses découvertes en Mécanique et en Géométrie, jointes à celle de la pesanteur universelle, l'ont mis à portée de comprendre dans les mêmes expressions analytiques, les états passés et futurs du système du monde. »

La thèse du déterminisme universel repose donc sur les assertions suivantes :
- le principe de raison suffisante, utilisé de façon rigoureuse et systématique, implique la nécessité de chaque événement. Si une même série d'antécédents pouvait se reproduire exactement et ne pas engendrer la même conséquence, cette différence serait un effet sans cause (l'idée était déjà dans le texte de D'Alembert) ;
- Laplace opère ensuite une réduction de cette nécessité à la seule causalité physique, puisque « l'intelligence » n'a à considérer que les forces et les positions des corps pour prédire l'avenir, il n'est plus question des « raisons fugitives » et des « motifs » des choix. Cela est généralement compris comme l'adhésion à un physicalisme réductionniste, encore que la théorie de l'harmonie préétablie de Leibniz pourrait conduire au même résultat ;
- cette causalité physique peut prendre la forme d'un calcul, semblable à ceux que la mécanique newtonienne a exprimés. Alors que D'Holbach évoquait encore une approche géométrique, Laplace, conformément à la reformulation analytique de la mécanique, parle d'analyse ;
- ce calcul est réversible, l'ordre du temps peut y être renversé. Puisqu'une série de cause ne peut produire qu'un seul et unique effet, cet effet unique ne peut avoir été produit que par une seule série de causes (argument déjà présent chez d'Alembert[13]). La raison suffisante implique la symétrie dans le temps des lois de la nature ;
- le calcul, pour être effectif, doit intégrer le plus infime détail des choses et la totalité des mouvements de l'Univers, la nature comme un tout doit pouvoir être prise pour objet de connaissance. Comme l'avaient fait remarquer D'Alembert et D'Holbach, les moindres variations ont des répercussions sur l'évolution de l'ensemble du système. De plus, comme cela sera développé par Cournot, si un ensemble d'objets obéissant à des lois déterministes est perturbé par l'irruption d'objets extérieurs eux-mêmes déterminés, le résultat de cette rencontre apparaîtra comme un hasard pour une « intelligence » qui n'aurait considéré que le premier système[14]. Un déterminisme local ne pourrait pas être rigoureusement déterministe, il ne le serait que de façon approchée et provisoire.

En conclusion, Laplace n'affirme pas qu'il sera un jour possible à l'intelligence humaine de prédire l'avenir ; par contre, celui-ci n'en est pas moins parfaitement déterminé par des lois comparables à celles qu'exprime la physique. Pour cette raison, nous pouvons avoir recours aux probabilités pour approcher ces mécanismes, selon les méthodes exposées dans la suite de l'Essai philosophique sur les probabilités, notamment celles fondées sur l'approche inductive.

## Déterminisme en physique

### Mécanique classique

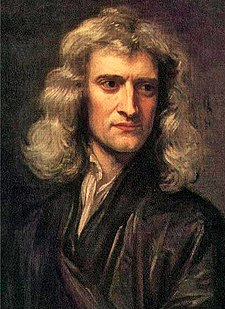
Isaac Newton (1642-1727) par G. Kneller (1689).

Le déterminisme est souvent présenté comme l'aboutissement de la mécanique newtonienne, ce qui est source de confusions : on tend alors à considérer que tout ce qui est explicable par la mécanique classique est déterministe et que, réciproquement, toute théorie non-classique est une réfutation du déterminisme. Or, les choses ne sont pas aussi simples : si le déterminisme a sans doute été l'idéal de beaucoup de savants, notamment au XIXe siècle, il faut faire la distinction entre, d'un côté, les croyances et les espérances des scientifiques dont l'étude relève de l'histoire des sciences ou des idées et, d'un autre côté, ce que la mécanique classique permet effectivement d'affirmer, ce qui relève alors de la physique ou de l'épistémologie.
La mécanique newtonienne peut être qualifiée de déterminisme dans la mesure où ses lois permettent de décrire le mouvement d'une particule de matière selon une équation différentielle (principe fondamental de la dynamique) ; or, le théorème de Cauchy-Lipschitz établit que de telles équations, sous certaines conditions, ont une et une seule solution. Ainsi, dans un système physique soumis à de telles lois d'évolution, les mêmes conditions initiales produisent les mêmes effets (position et quantité de mouvement). L'hypothèse de Laplace pourrait être interprétée rétrospectivement (puisqu'elle a été formulée avant la démonstration du théorème de Cauchy-Lipschitz) comme affirmant que l'Univers, dans sa totalité et dans ses moindres détails, peut être considéré comme un système physique de ce type.
Il reste toutefois des écarts entre ce qui peut être déduit de la physique classique et ce que postule Laplace. Il est possible d'imaginer des systèmes physiques obéissant à la mécanique newtonienne qui, pourtant, violent les conditions du déterminisme laplacien. Il s'agit notamment du cas des objets ayant une vitesse infinie (possibles en mécanique classique non relativiste) qui enfreignent la condition de réversibilité des prévisions. De même, le dôme de Norton (2003) semble indiquer qu'un mouvement sans cause est possible dans le cadre newtonien ; toutefois, son interprétation reste sujette à controverse.

### Chaos déterministe
La théorie du chaos montre que, même dans un cadre déterministe, la prédiction exacte de l'évolution d'un système est souvent limitée. Le déterminisme repose sur une vision structuraliste de l’Univers, qui se heurte aux limites humaines en matière de connaissance et de compréhension de la réalité. Même si l’Univers suivait un ordre rigoureux et déterministe, la capacité humaine à prédire chaque événement et à comprendre toutes les causes sous-jacentes resterait limitée par notre perspective partielle et la complexité inhérente des phénomènes naturels.
Les formalisations mathématiques de la mécanique classique ont fondé le caractère déterministe de ses lois, c'est-à-dire qu'elles garantissent (sous certaines conditions) qu'il n'existe qu'une seule évolution possible pour un ensemble donné de conditions initiales. En conséquence, elles pourraient aussi permettre de connaître, de prédire, cet état final. Newton était parvenu à retrouver, à partir de ses axiomes, les lois de Kepler (1609) ; ce faisant, il avait apporté une solution au problème à deux corps (par exemple une planète gravitant autour du soleil). Toutefois, il s'avérait beaucoup plus difficile d'intégrer davantage de corps, par exemple les autres planètes ou leurs satellites, comme avaient essayé de le faire D'Alembert et Laplace, et de donner une méthode pour résoudre un problème à N corps.
Les travaux de Poincaré sur le sujet l'ont amené à mettre en lumière le phénomène que l'on appelle aujourd'hui « sensibilités aux conditions initiales », qui implique de nuancer l'idéal déterministe laplacien :

« Une cause très petite, qui nous échappe, détermine un effet considérable que nous ne pouvons pas ne pas voir, et alors nous disons que cet effet est dû au hasard. Si nous connaissions exactement les lois de la nature et la situation de l'univers à l'instant initial, nous pourrions prédire exactement la situation de ce même univers à un instant ultérieur. Mais, lors même que les lois naturelles n'auraient plus de secret pour nous, nous ne pourrions connaître la situation qu'approximativement. Si cela nous permet de prévoir la situation ultérieure avec la même approximation, c'est tout ce qu'il nous faut, nous disons que le phénomène a été prévu, qu'il est régi par des lois ; mais il n'en est pas toujours ainsi, il peut arriver que de petites différences dans les conditions initiales en engendrent de très grandes dans les phénomènes finaux ; une petite erreur sur les premières produirait une erreur énorme sur les derniers. La prédiction devient impossible et nous avons le phénomène fortuit. »

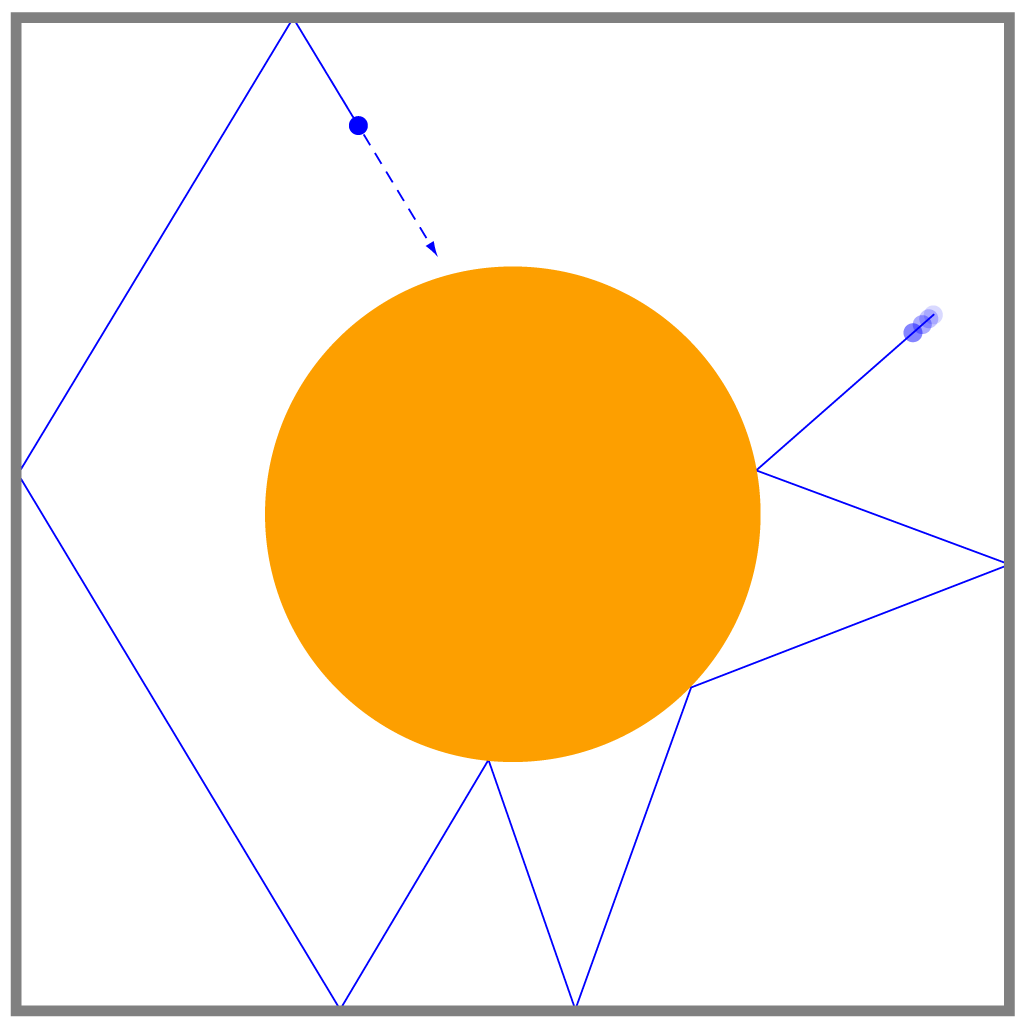
Un billard de Sinaï montre qu'un système dynamique déterministe avec seulement deux degrés de liberté peut produire un phénomène chaotique.

Poincaré ne remet en question à aucun moment le caractère déterministe des mécanismes naturels ; il ne fait que reprendre le thème, déjà présent dans les textes de D'Alembert et Laplace, des effets des infimes détails. Par contre, il affirme que ces petites variations dans les conditions initiales peuvent entraîner des variations considérables dans l'évolution du système, ce qui rend celle-ci de fait imprédictible. La stabilité du système solaire n'est pas établie au-delà d'une dizaine de millions d'années, par exemple. Cette idée a été popularisée, à la suite des travaux de Lorenz, sous le nom d'« effet papillon ». Une branche des mathématiques a été créée pour modéliser de tels systèmes : la théorie du chaos.
Contrairement à ce que l'on a pu affirmer, l'utilisation en physique de la théorie du chaos ne va pas à l'encontre de l'idée de déterminisme : elle s'applique à des systèmes dynamiques rigoureusement déterministes. Le contraire du chaos n'est pas le déterminisme mais le prédictible, un système déterministe peut être imprédictible (« chaotique ») si certaines de ses variables sont inconnues ou trop imprécises.
Pour reproduire une expérience dans les mêmes conditions, la sensibilité aux conditions initiales d'un système dynamique déterministe impose une précision infinie afin d'aboutir strictement aux mêmes effets. Ceci est impossible en raison de la précision limitée des ordinateurs (par exemple, en météorologie) et des mesures expérimentales (impossibilité de connaître des grandeurs comme la position avec une précision infinie) : un « chaos » émerge. Dès lors, il faut mobiliser d'autres outils théoriques que ceux du déterminisme pour décrire l'évolution d'un tel système. Cela n'est pas incompatible avec l'adhésion à une conception rigoureusement déterministe de la nature, mais cela remet en question la pertinence de celle-ci en tant que modèle unique d'explication scientifique.

### Structures dissipatives et flèche du temps
Une théorie physique des systèmes dissipatifs, due à Ilya Prigogine, est frontalement opposée à l'idée de déterminisme. Elle traite de systèmes thermodynamiques ouverts et éloignés de l'équilibre, l'illustration la plus simple étant celle des cellules de convection de Bénard.
Tout d'abord, de tels systèmes présentent des propriétés émergentes qui ne se laissent pas expliquer selon un modèle déterministe. Par exemple, il est impossible de prédire l'apparition des cellules de Bénard en intégrant le mouvement de chaque molécule composant le liquide ; par contre, une fois la structure des cellules de convection acquise par le système, celle-ci a une influence sur le mouvement des éléments qui le composent. Prigogine parle de comportement d'auto-organisation.
L'apport scientifique de Prigogine a été de montrer, notamment à partir du modèle d'autocatalyse surnommé Brusselator, que l'évolution de tels systèmes n'obéit pas à une loi linéaire, prévisible, de petites fluctuations pouvant entraîner des brisures de symétrie spatiales, tout à fait comparables aux attracteurs étudiés dans la théorie du chaos. En effet, lorsque sont remplies ou advenues certaines conditions dans lesquelles ils sont placés ou qu'ils comportent, ces systèmes dissipatifs se comportent comme s'ils étaient face à une bifurcation et pouvaient y effectuer un « choix » non déterminé, l'enchaînement de ces « choix » finissant par écrire une histoire qui n'est pas déductible des conditions initiales du système.
À partir de ce constat, Prigogine développe la notion de « flèche du temps », c'est-à-dire l'idée selon laquelle les mécanismes physiques ne seraient pas tous réversibles, comme le suppose le déterminisme, et qu'il existerait un cours orienté des événements. De plus, à la différence de l'accroissement de l'entropie tel qu'il a été reformulé par Boltzmann, cet ordre temporel ne tendrait pas forcément à une uniformisation : il permettrait de comprendre, loin de l'équilibre, l'auto-organisation et l'apparition de la vie. Pour cette raison, Prigogine a pu rapprocher sa conception du temps de la notion bergsonienne d'évolution créatrice.
Néanmoins, le modèle théorique de Prigogine en lui-même ne réfute pas le déterminisme. Tout d'abord, comme dans le cas des autres phénomènes chaotiques, l'impossibilité de prédire l'apparition des structures dissipatives n'implique pas qu'elles ne soient pas le résultat de mécanismes déterministes qui, invisibles pour nous, seraient accessibles au démon de Laplace. De ce fait, celui-ci pourrait toujours prévoir l'histoire de l'univers même si, à la différence de ce qu'affirmait Laplace, il utiliserait pour ses calculs des outils théoriques d'une nature tout à fait différente de ceux que nous devons mettre en œuvre. Ainsi, imprédictibilité ne vaut pas indétermination. De plus, la question de la flèche du temps n'est pas aussi tranchée que le laisse entendre Prigogine : la réversibilité des lois classiques n'implique pas qu'il n'existe aucun phénomène irréversible dans la nature, elle équivaut simplement à asserter la symétrie des lois de la nature dans le temps, la question de l'articulation entre symétrie et irréversibilité restant encore ouverte.
Finalement, l'anti-déterminisme de Prigogine apporte à la thermodynamique des modèles théoriques permettant de décrire des phénomènes pour lesquels l'approche déterministe est stérile. D'autre part, il montre, illustre et popularise l'idée qu'une autre philosophie scientifique de la nature est possible. Par contre, il ne contribue pas toujours à éclaircir le débat, donnant une conception très englobante du déterminisme qui y intègre des assertions qui en sont logiquement indépendantes.

### Physique quantique
En mécanique classique, l'Univers pouvait être envisagé comme un système séquentiel, causal, univoque et donc prévisible. Cependant, avec l'introduction de la mécanique quantique, il n'est plus ontologiquement possible de le considérer comme tel. Certains phénomènes fondamentaux de la réalité ne peuvent être décrits qu'en termes probabilistes. Toutefois, il n'est pas tout à fait exact d'affirmer que la physique quantique contredit systématiquement le déterminisme. Notamment, la théorie de la décohérence retrouve l'émergence d'une certaine forme de déterminisme au niveau macroscopique. L'interprétation de l'émergence d'un déterminisme à partir d'un indéterminisme fondamental, en revanche, demeure sujette à débat et ne fait pas consensus parmi les physiciens.
L'incompatibilité du déterminisme et de la théorie quantique est liée à l'indéterminisme fondamental de la réduction du paquet d'onde, ou de la fonction d'onde. Tout objet quantique se trouve typiquement dans un état superposé, par exemple, en même temps, l'état « mort » et « vivant » du chat de Schrödinger. Plus généralement, les paramètres physiques comme la position, la vitesse, ou le spin d'un objet quantique ne sont pas connus ni connaissables avant que l'objet soit mesuré : la fonction d'onde de l'objet donne une distribution de valeurs de ces paramètres, avec des probabilités différentes, et leur valeur précise n'est connue que si on mesure spécifiquement ce paramètre. C'est ce que l'on nomme la « réduction du paquet d'onde », et la valeur résultante de la mesure est — selon l'interprétation de Copenhague — fondamentalement imprédictible et aléatoire.

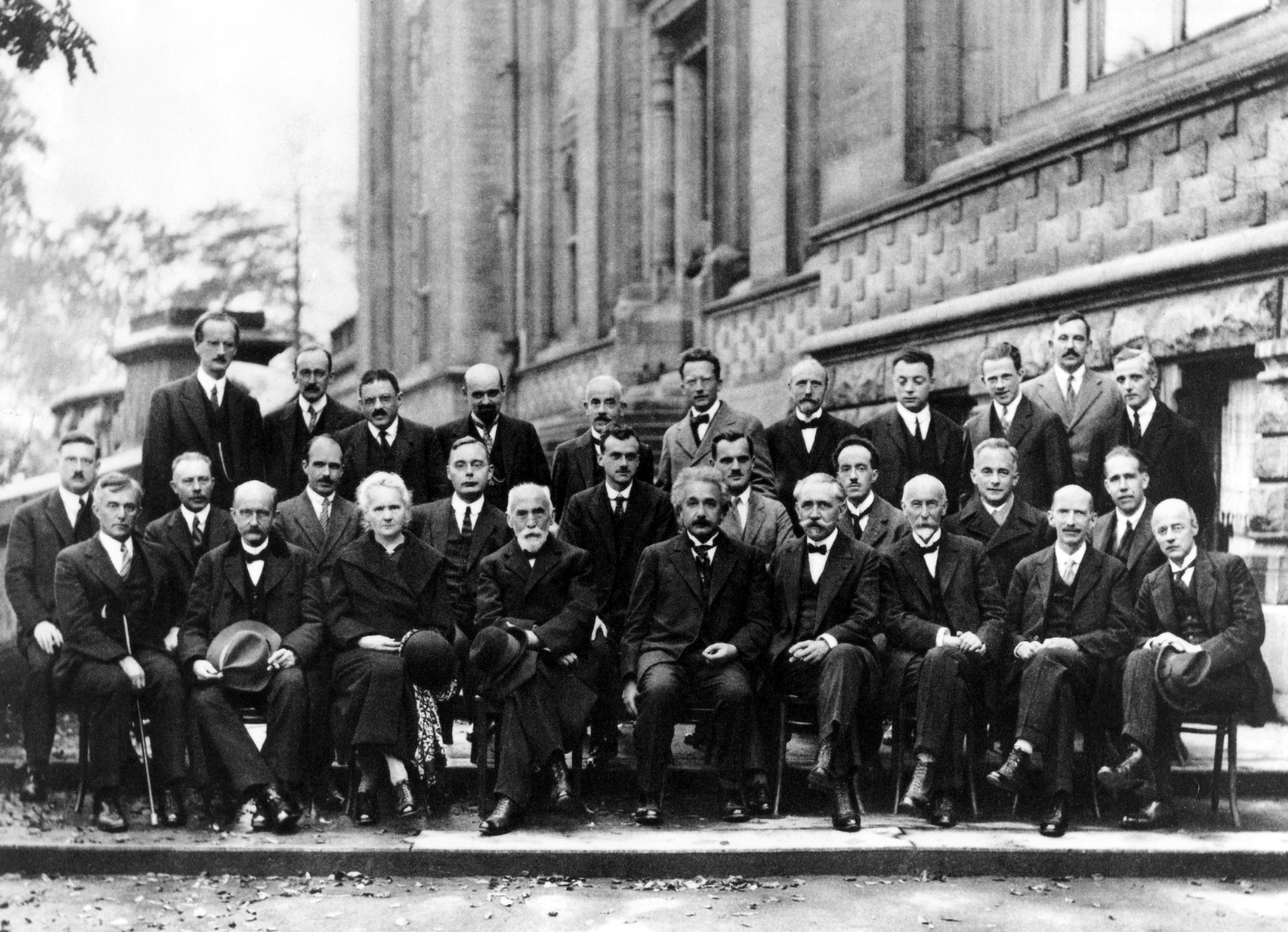
Le congrès Solvay de 1927, origine d'intenses débats sur l'indéterminisme de la théorie quantique.

Ce point a été l'objet de débats intenses, car on pourrait estimer que la valeur précise d'un paramètre pourrait être prédite si on connaît toutes les variables décrivant le système quantique, et que l'indéterminisme n'est qu'apparent et dû à la non-connaissance de variables cachées. C'est notamment la position défendue par Albert Einstein, avec sa fameuse phrase « Dieu ne joue pas aux dés ». La théorie de De Broglie-Bohm constitue aujourd'hui une alternative déterministe à la théorie quantique standard ; elle le fait néanmoins en renonçant au principe de localité, ce qui soulève de sérieuses questions quant à la causalité en physique. Le débat n'est toujours pas complètement clos, mais plus les recherches théoriques sur la mécanique quantique avancent, plus la possibilité que de telles variables existent se réduit, et le consensus est que la réduction du paquet d'onde est fondamentalement indéterministe.
Il serait néanmoins faux d'en conclure que la théorie quantique est complètement indéterministe. L'équation de Schrödinger qui commande l'évolution dynamique du paquet d'onde est, elle, parfaitement déterministe. Cela signifie que l'évolution des probabilités des valeurs des paramètres est déterministe. L'articulation entre l'évolution déterministe de la fonction d'onde et le caractère fondamentalement aléatoire de son effondrement est mal comprise et constitue le problème de la mesure quantique.
La théorie de la décohérence tente de clarifier cette articulation. Elle montre que les indéterminations et aléas aux échelles microscopiques se compensent en quelque sorte quand de nombreux objets quantiques sont en interaction, ce qui est le cas aux échelles macroscopiques, laissant une physique macroscopique aux équations déterministes.

## Mathématiques et autres sciences formelles

### Théorie des systèmes dynamiques
La théorie des systèmes dynamiques désigne couramment la branche des mathématiques qui s'efforce d'étudier les propriétés d'un système dynamique. Cette recherche active se développe à la frontière de la topologie, de l'analyse, de la géométrie, de la théorie de la mesure et des probabilités. Un système physique conservatif est déterministe si et seulement si la dynamique du système associe à chaque condition initiale {\displaystyle {x_{0}}} un et un seul état final {\displaystyle x(t)}.

### Théorie de la calculabilité
Le déterminisme comme notion mathématique voit le jour avec la formalisation des mathématiques à la fin du XIXe siècle et au début du XXe siècle et devient une notion centrale de la calculabilité avec l'apparition de la théorie des automates au milieu du XXe siècle. L'apparition de l'informatique quantique à la fin du XXe siècle et celle de la conception forte de la thèse de Church-Turing, baptisée thèse de Church-Turing-Deutsch, permet de concevoir une synthèse entre le déterminisme calculatoire et le déterminisme physique promus par l'école de la physique numérique dont la proposition « it from bit » est devenue l'emblème.

### Automatique
En automatique, les systèmes déterministes forment une classe de systèmes qui, à une suite d'événements entrants, produisent une suite d'événements sortants, toujours la même et selon un ordre déterminé par l'ordre des événements entrants.

## Sciences humaines et sociales
La notion de déterminisme physique a fait l'objet d'élaborations théoriques et de prolongements dans les sciences formelles (analyse, topologie, informatique). Elle est aussi revenue à son domaine d'origine, à savoir l'explication des phénomènes humains, selon des modalités plus complexes :
- pour des auteurs de la fin du XIXe et du début du XXe, comme Freud et Durkheim, l'idée de déterminisme est conçue comme un gage de scientificité dans l'élaboration de leur discipline ;
- par la suite, le déterminisme est perçu davantage comme un repoussoir, il est synonyme d'approche réductionniste négligeant la spécificité et la créativité des comportements humains (déterminisme biologique, déterminisme social). Dans ces usages de la notion, elle est davantage utilisée comme un épouvantail que développée pour elle-même[28].

### Déterminisme en sociologie
L'introduction de la notion de déterminisme en sociologie s'est faite en deux temps. Tout d'abord, Durkheim, à la suite de Claude Bernard, en a fait une règle méthodologique fondamentale nécessaire pour garantir le caractère scientifique de la sociologie :

« Pour qu'il pût y avoir une science véritable des faits sociaux, il fallait qu'on fût arrivé à voir dans les sociétés des réalités comparables à celles qui constituent les autres règnes ; à comprendre qu'elles ont une nature que nous ne pouvons changer arbitrairement et des lois qui dérivent nécessairement de cette nature. La sociologie ne pouvait naître que si l'idée déterministe, fortement établie dans les sciences physiques et naturelles, était enfin étendue à l'ordre social. »

Émile Durkheim (1858-1917) fait du déterminisme la condition de l'étude scientifique de la société.

Dès lors que l'on a posé que les faits sociaux pouvaient être traités objectivement, l'explication en sociologie consiste, pour Durkheim, à établir des rapports de causalité entre eux selon une méthode comparative ou « d'expérimentation indirecte ».
Par la suite, le terme de déterminisme social a été employé pour désigner le concept selon lequel les pensées et les comportements des humains résulteraient d'une contrainte sociale qui s'exerce sur eux, la plupart du temps sans que ceux-ci en aient conscience. En conséquence, l'individu ne choisirait pas son action, il serait contraint de la réaliser sous le poids de la société. Cependant, les auteurs que l'on qualifie de déterministes en ce second sens (Durkheim, Bourdieu) ne reprennent pas à leur compte une telle caractérisation des phénomènes sociaux.

### Déterminisme en psychanalyse

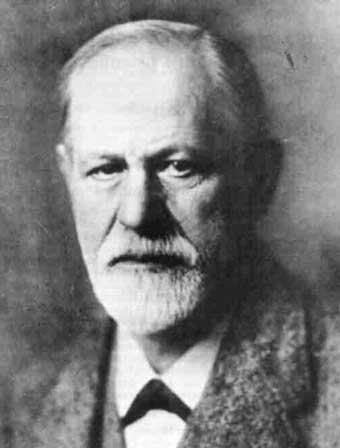
Freud (1856-1939) pose le déterminisme psychique inconscient comme principe de la psychanalyse.

Sigmund Freud, dans les Cinq leçons sur la psychanalyse, pose clairement le déterminisme psychique en principe de sa théorie :

« Incapable de m'en sortir, je m'accrochais à un principe dont la légitimité scientifique a été démontrée plus tard par mon ami C.G. Jung et ses élèves à Zurich. (Il est parfois précieux d'avoir des principes !) C'est celui du déterminisme psychique, en la rigueur duquel j'avais la foi la plus absolue. Je ne pouvais me figurer qu'une idée surgissant spontanément dans la conscience d'un malade, surtout une idée éveillée par la concentration de son attention, pût être tout à fait arbitraire et sans rapport avec la représentation oubliée que nous voulions retrouver. »

La psychanalyse repose sur l'idée d'un déterminisme inconscient de la vie psychique, des idées et des actes : une idée qui se présente à l'esprit ou un acte ne sont pas arbitraires, ils ont un antécédent, un sens, une cause que l'exploration de l'inconscient peut permettre de mettre au jour. Selon Sigmund Freud, ce déterminisme psychique « exclut toute forme de hasard et de non-sens » intérieur (Freud récuse formellement tout « hasard intérieur » et affirme que seul le superstitieux croit au hasard intérieur). Freud en donne de multiples illustrations dans toute son œuvre, et particulièrement dans Psychopathologie de la vie quotidienne.

### Autres utilisations du déterminisme en sciences humaines et sociales

#### Déterminisme biologique
Le biologisme, appelé aussi déterminisme biologique, est un modèle théorique selon lequel les conditions naturelles et organiques de la vie et de son évolution (gènes, hormones, neurotransmetteurs, lois néodarwiniennes) sont la base de la réalité physique et spirituelle de l'homme et de la société. Le déterminisme biologique se pose aujourd'hui essentiellement en termes de déterminisme génétique (en).

#### Déterminisme géographique
Chez les géographes, le déterminisme géographique n'est pas une hypothèse revendiquée, mais plutôt une accusation lancée par des auteurs se réclamant du possibilisme à l'encontre de thèses négligeant selon eux les facteurs sociaux par rapport aux facteurs naturels.

#### Déterminisme historique
En philosophie de l'Histoire, la position déterministe consiste à affirmer que les événements sont produits par des facteurs matériels ou idéaux antécédents, elle s'oppose au finalisme et au volontarisme.

#### Déterminisme linguistique
Le déterminisme linguistique est l'idée que le langage et ses structures limitent et déterminent la connaissance ou la pensée humaine, ainsi que des processus de réflexion tels que la catégorisation, la mémoire et la perception. L'hypothèse de Sapir-Whorf est une des formulations les plus connues du déterminisme linguistique.

#### Déterminisme technologique
Le déterminisme technologique est un courant de pensée par lequel « on suppose que le changement technique est un facteur indépendant de la société. D'une part, le changement technique est autonome […]. D'autre part, un changement technique provoque un changement social ».

## Philosophie

### Antécédents antiques
La notion de déterminisme se rattache à toute une série de débats nés dans l'Antiquité. Si ces sources permettent de comprendre la genèse de l'idée déterministe, il existe des différences conceptuelles importantes entre les théories des Anciens et le déterminisme causal moderne, qui remettent en question l'idée d'un « déterminisme antique ». Cette section vise, d'une part, à proposer une archéologie de l'idée déterministe et, d'autre part, à préciser, par comparaison, ce qu'est vraiment le déterminisme.

#### Débat sur les futurs contingents
L'École mégarique défendait l'idée selon laquelle le cours des événements était nécessaire. Cette nécessité était comprise au sens modal et non seulement à la façon d'une force contraignante, comme cela était le cas dans la langue poétique lorsqu'il était question du destin. Cette thèse a été baptisée « déterminisme logique » par Moritz Schlick.

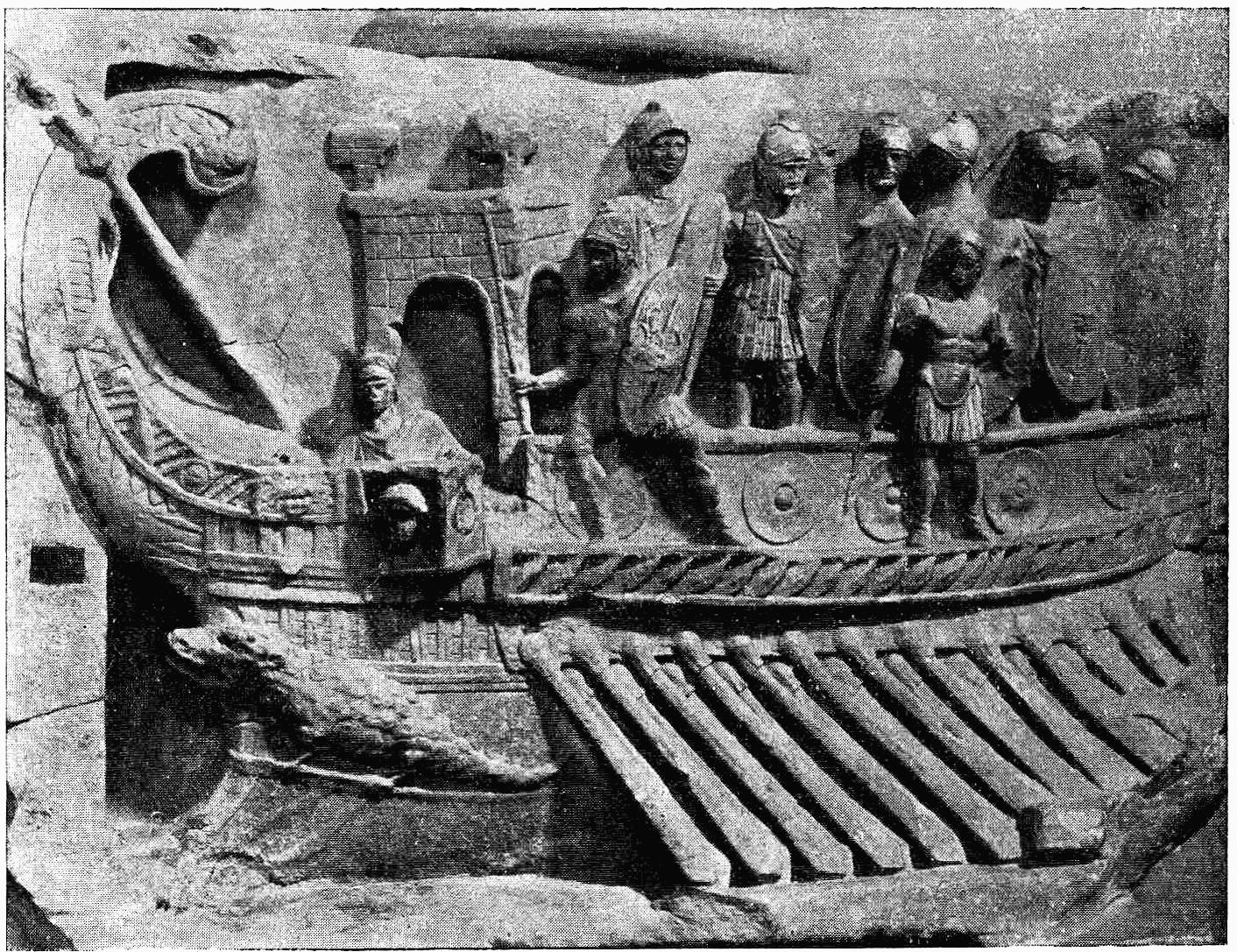
« Une bataille navale aura lieu demain. » (Birème romaine dans le temple de la Fortuna Primigenia de Palestrina, environ -120)

Les deux principales sources du nécessitarisme antique sont les chapitres 9 du De l'interprétation d'Aristote et 19 du livre II des Entretiens d'Épictète qui expose l'argument dominateur (ὁ κυριεύων λόγος) de Diodore Cronos. Ces deux textes sont très elliptiques et ont suscité de nombreux débats quant à leur sens exact,. Le mode opératoire général de ces arguments est de partir d'un principe communément admis selon lequel le passé étant irrévocable, ce qui est vrai le concernant ne peut devenir faux et les propositions qui l'énoncent sont, de ce fait, nécessaires. Cette nécessité est ensuite transférée aux événements futurs. Dans l'exposé d'Aristote, ce transfert se fait par l'intermédiaire des prédictions portant sur l'avenir et qui, en vertu du principe de tiers exclu, doivent être vraies ou fausses (« Une bataille navale aura lieu demain »). L'argument dominateur, lui, s'appuie sur la consécution logique qui peut être établie entre une proposition impossible au temps t, car portant sur un événement qui n'est pas survenu, et cette même proposition, en t-n, lorsqu'elle était tenue pour possible.
Cette nécessité est donc conçue comme étant d'une nature purement logique et sans lien avec la relation physique qu'il peut y avoir entre les événements. Diodore Cronos niait d'ailleurs, à la suite de Parménide, la réalité du mouvement et considérait le temps comme une successions d'instants clos sur eux-mêmes. En cela, le nécessitarisme de l'école de Mégare se distingue du déterminisme moderne qui est fondé sur la relation causale entre les événements.

#### Épicure critique du «destin des physiciens»
Il y a néanmoins eu des interprétations physiques de la thèse nécessitariste. On trouve chez Épicure une critique de ce qui, dans l'Antiquité, peut s'apparenter à une conception moderne du déterminisme. Dans De la Nature (34, 26-30), le fondateur de l'école du Jardin dénonce une dérive de la physique démocritéenne (dont il se réclame par ailleurs) qui consiste à nier l'idée de responsabilité en affirmant que nos choix découlent du mouvement des atomes qui nous composent. C'est sans doute ce qu'il désigne dans la Lettre à Ménécée (134) comme le « destin des physiciens ».
On comprend que si les mouvements des atomes sont nécessaires, les actions des créatures naturelles qu'ils composent doivent l'être aussi, ce qui revient à nier la maîtrise qu'elles pourraient avoir sur leurs actions. Cette conclusion, pour Épicure, sape les fondements de l'éthique et de la tranquillité de l'âme. La solution épicurienne procède en trois points : 
1. Elle nie le caractère nécessaire de tous les mouvements naturels en admettant une « déclinaison » (παρέγκλισις/clinamen) dans la trajectoire des atomes ;
2. Elle admet une efficacité causale des propriétés macroscopiques ;
3. Elle attribue à l'âme une responsabilité sur ses propres inclinaisons par le biais de ses choix passés[42].

La doctrine épicurienne, parce qu'elle tente de concilier une approche matérialiste avec l'existence de propriétés mentales émergentes, peut paraître particulièrement moderne. Néanmoins, elle admet, avec le clinamen, un mouvement sans cause, ce qui contredit frontalement la logique du principe de raison suffisante, comme Laplace le fait remarquer dans son texte.

#### Destin des stoïciens et débat sur les causes du choix
La théorie du destin des stoïciens est très fréquemment associée à l'idée déterministe ; cette assertion doit pourtant être nuancée. Le destin est une des thèses fondamentales de leur philosophie. Celui-ci est pour eux la manifestation du Logos ou principe agent qui régit l'univers de façon rationnelle. Pour les stoïciens, ce n'est pas l'enchaînement naturel des causes qui fait le destin, mais le destin qui réalise cet enchaînement des causes, chaque corps agissant étant une émanation du souffle divin. Néanmoins, la défense de cette doctrine a conduit les stoïciens à avancer certaines assertions qui seront, par la suite, constitutives du déterminisme moderne, comme le principe selon lequel il doit y avoir des causes susceptibles de rendre compte de chaque détail des événements.

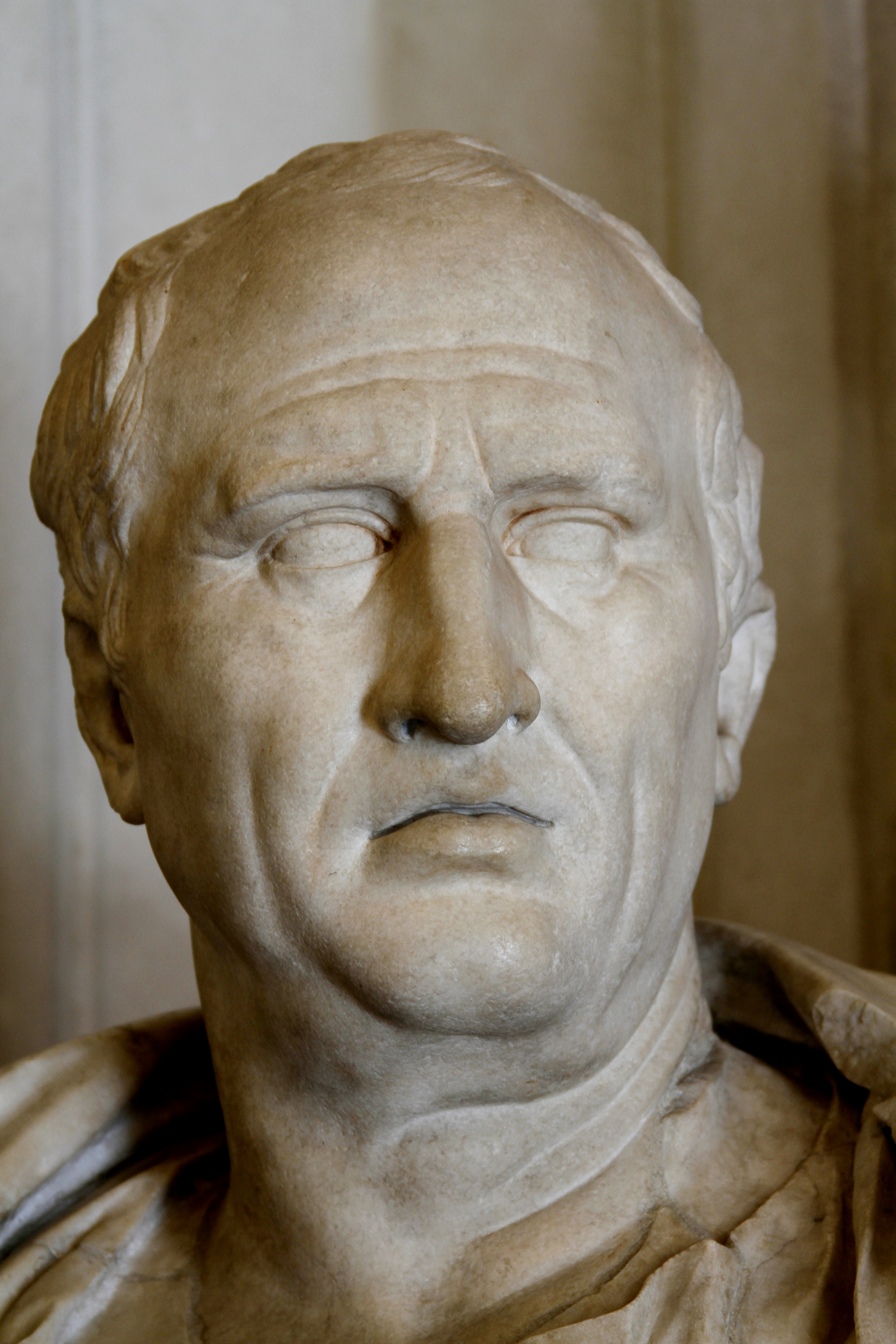
Cicéron (-106- -43).

Avec la montée en puissance du stoïcisme, la question du destin est devenue un objet de débat philosophique traditionnel. Les traités Πέρι ἐιρμαρμένης / De Fato se sont succédé durant l'Antiquité de Cicéron à Plotin, en passant par Alexandre d'Aphrodise. Dans ce contexte, la question de la nécessité des propositions et celle des causes naturelles se nouent dans un principe de causalité qui préfigure celui qui servira, à l'époque moderne, à justifier le déterminisme. Nous pouvons lire notamment dans le Du Destin de Ciceron :

« S'il y a un mouvement sans cause, toute assertion […] ne sera pas vraie ou fausse ; car ce qui n'aura pas de causes efficientes ne sera ni vrai ni faux ; or toute assertion est vraie ou fausse ; donc il n'y a pas de mouvement sans cause. S'il en est ainsi, tout événement arrive en vertu de causes qui le précèdent ; s'il en est ainsi, tout arrive par le destin. »

Toutefois, ce principe de causalité reste peu contraignant. Si Cicéron écarte la solution d'Épicure qui nie à la fois la bivalence (toute assertion est vraie ou fausse) et la causalité (avec le clinamen), il reprend à son compte celle de Carnéade qui distingue, d'une part, les causes « extérieures et antécédentes » qui précèdent un événement mais ne sont pas suffisantes pour le produire et, d'autre part, les causes efficientes internes qui produisent l'événement. Dans le cas des choix humains, il y a toujours des circonstances extérieures qui donnent l'occasion à la volonté de s'exercer mais elles ne la nécessitent pas pour autant, nos décisions ne sont donc pas commandées par le destin.
De façon assez similaire, Chrysippe tente de défendre l'idée selon laquelle tout arrive selon le destin sans que ce dernier nécessite nos décisions. Il distingue pour cela, d'un côté, causes parfaites (perfectae) et principales (principales), de l'autre, causes auxiliaires (adiuuantes) et prochaines (proximae). Nos représentations sont les causes prochaines, les impulsions à l'origine de nos actes, mais l'assentiment que nous y apportons est le résultat des qualités présentes dans notre âme. Ainsi, le destin des stoïciens se distingue du déterminisme en ce qu'ils ne considèrent pas que ce sont les causes antécédentes qui rendent nécessaire la survenue d'un événement. Le destin renvoie à une forme de causalité plus fondamentale, appelée « cause sustentatrice » (αἴτιον συνεκτικόν), qui rattache chaque corps agissant au principe agent.

### Le déterminisme à l'époque moderne

#### Du mécanisme au déterminisme: Hobbes
La naissance de la physique moderne a suscité une philosophie nouvelle de la nature que l'on appelle le mécanisme. Selon celle-ci, tout dans l'univers peut s'expliquer, comme l'écrivait Descartes, par la seule considération « des grandeurs, des figures et des mouvements comme fait la mécanique », en conséquence de quoi les phénomènes physiques peuvent être déduits mathématiquement. Cette approche rend possible un déterminisme rigoureux dont on trouve chez Hobbes la défense systématique.
Le déterminisme hobbesien repose sur les principes suivants. Tout d'abord, il n'admet que les corps comme objets réels de la connaissance, son ontologie est matérialiste ou corporaliste. Deuxièmement, l'explication scientifique doit exposer les causes de la génération de ces corps et des phénomènes qui les affectent ; pour cela, elle n'a à prendre en considération que le mouvement qui est la cause efficiente universelle. Enfin, cette causalité est nécessaire en ce sens que, dès lors que toutes les propriétés qui composent une cause sont réunies, l'effet ne peut pas ne pas se produire et il ne peut pas se produire sans la réunion de toutes ces conditions.

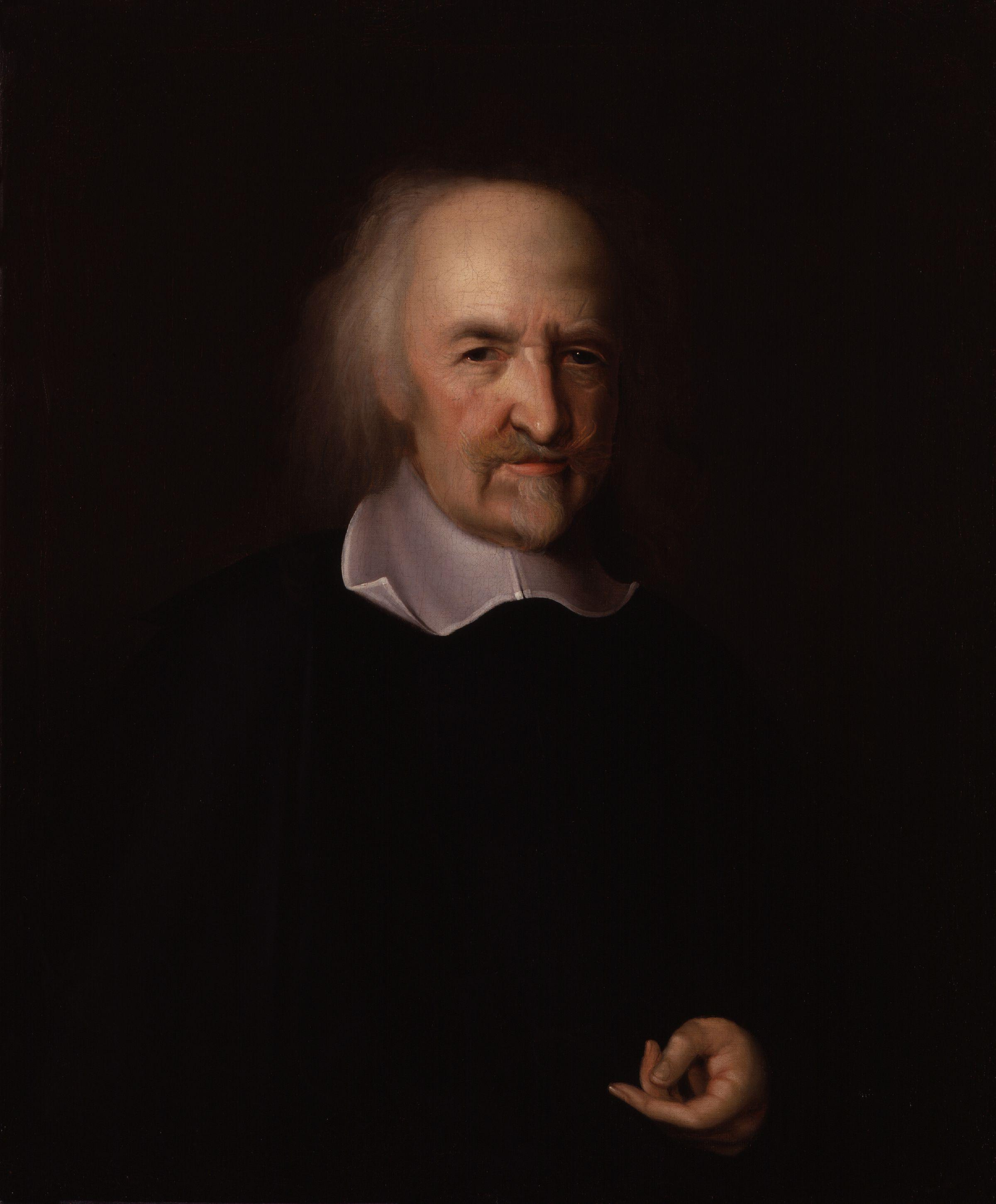
Hobbes par John Michael Wright (peint entre 1669 et 1670).

Hobbes, à l'occasion des controverses qui l'ont opposé à John Bramhall, a clairement défendu les conséquences déterministes de sa philosophie quant à la question du libre arbitre. Il écrit dans De la liberté et de la nécessité :

« je tiens pour cause suffisante ce à quoi rien ne manque qui soit indispensable à la production de l'effet. Une cause nécessaire est identique à cela, car s'il est possible qu'une cause suffisante ne suscite pas l'effet, alors il manque quelque chose d'indispensable à la production de celui-ci, et la cause n'était donc pas suffisante ; mais s'il est impossible qu'une cause suffisante ne produise pas l'effet, alors, une cause suffisante est une cause nécessaire, puisque, par définition, produit un effet nécessairement ce qui ne peut que le produire. Il est ainsi manifeste que tout ce qui est produit, est produit nécessairement ; car tout ce qui est produit a eu une cause suffisante pour le produire, ou bien il n'eût pas été ; et les actions volontaires, par conséquent, sont accomplies par nécessité. »

Cette conception des mécanismes naturels est incompatible avec une doctrine qui attribuerait à la volonté un pouvoir d'autodétermination grâce auquel elle pourrait, indépendamment des causes qui la poussent à le faire, agir ou ne pas agir. Aussi Hobbes est-il amené à redéfinir la liberté par l'absence d'obstacles extérieurs : nous sommes libres si rien ne nous empêche de réaliser notre volonté, quand bien même cette dernière est nécessitée par les causes qui ont précédé notre choix. De même, sa conception de la liberté politique réduit cette dernière au fait de pouvoir faire, ou non, ce qui n'est pas interdit par la loi. Cette stratégie peut s'apparenter à ce que l'on appelle aujourd'hui un traitement compatibiliste du rapport de la liberté et du déterminisme.

#### Le raisonnement causal dans la métaphysique classique: Descartes, Spinoza, Leibniz
Le matérialisme déterministe de Hobbes n'est en aucun cas une position majoritaire dans la philosophie moderne. Il n'en reste pas moins que le raisonnement causal qui permet de justifier le déterminisme y est dans l'ensemble perçu comme valide, y compris par des auteurs que l'on n'associe habituellement pas au déterminisme, comme Descartes :

« Or cette opinion [selon laquelle certaines choses dépendent de la fortune] n'est fondée que sur ce que nous ne connaissons pas toutes les causes qui contribuent à chaque effet ; car, lorsqu'une chose que nous avons estimée dépendre de la fortune n'arrive pas, cela témoigne que quelqu'une des causes qui étaient nécessaires pour la produire a manqué, et par conséquent qu'elle était absolument impossible. »

Dans la métaphysique moderne, comme dans le mécanisme, la causalité efficiente tend à s'imposer comme ce qui est susceptible d'expliquer, de rendre raison, de toutes choses. Dès lors qu'absolument tout est intégralement dépendant de ses causes, le raisonnement qui fonde le déterminisme ne peut apparaître que comme concluant. Néanmoins, cette tendance peut être contrebalancée par des assertions relatives à Dieu qui est la source de cette causalité. Si Descartes pose que les mécanismes naturels sont mathématiquement conditionnés, il admet aussi que la liberté que nous ressentons indubitablement en nous est garantie par la véracité divine.
Le système de Spinoza intègre, pour sa part, le déterminisme dans une construction métaphysique plus complexe. Dans celle-ci, les essences éternelles procèdent nécessairement de la nature de Dieu. Par contre, les choses singulières et changeantes dépendent quant à leur existence d'autres causes particulières qui les déterminent et qui, à leur tour, sont conditionnées par d'autres. Pour Spinoza, toutefois, cette chaîne infinie des causes particulières échappe à la connaissance humaine qui doit se concentrer sur les essences nécessaires, en cela son système sera plus justement qualifié de nécessitariste plutôt que de déterministe.

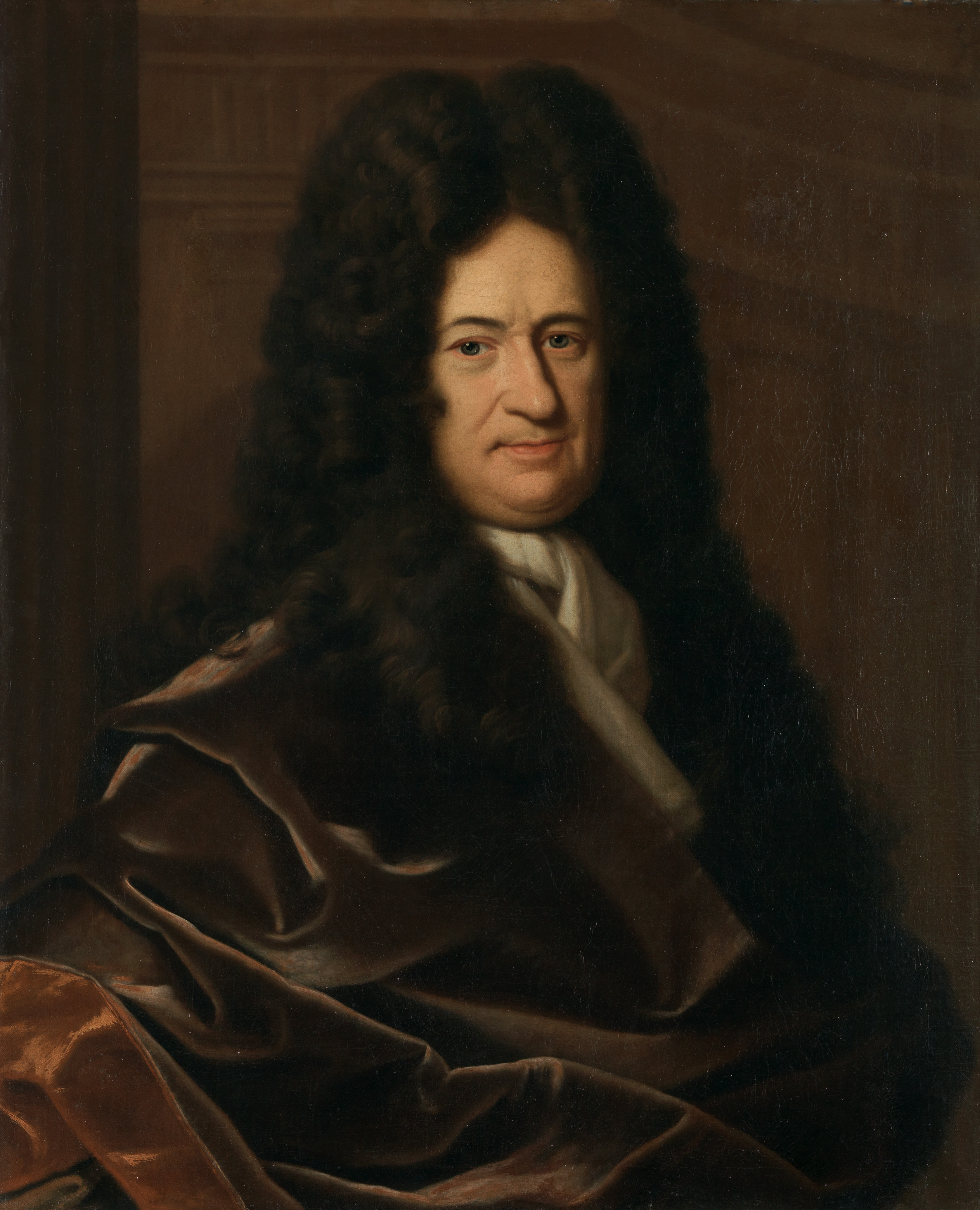
Leibniz, par Christoph Bernhard Francke (1695).

Enfin, la philosophie de Leibniz occupe une place centrale mais aussi ambiguë dans l'histoire du déterminisme. Tout d'abord, on lui doit d'avoir donné à la règle de causalité qui fonde le déterminisme la forme d'un principe, le principe de raison suffisante :

« Il y a deux grands principes de nos raisonnements ; l'un est le principe de la contradiction […] ; l'autre est celui de la raison suffisante : c'est que jamais rien n'arrive sans qu'il y ait une cause ou du moins une raison déterminante, c'est-à-dire qui puisse servir à rendre raison a priori pourquoi cela est existant plutôt que non existant et pourquoi cela est ainsi plutôt que de toute autre façon. »

D'un côté, Leibniz peut apparaître comme un des artisans du déterminisme et le principe de raison suffisante a très vite été perçu comme fondant la nécessité absolue des événements. Il est vrai que Leibniz considère que les phénomènes naturels obéissent à une stricte nécessité mathématique, il a d'ailleurs imaginé des expériences de pensée qui préfigurent l'argument de Laplace, comme lorsqu'il affirme qu'un esprit fini pourrait calculer la trajectoire d'un navire de façon qu'il rentre au port, sans intervention humaine, par la seule détermination des conditions initiales de sa trajectoire.
À côté de cela, Leibniz a aussi systématiquement cherché à subordonner la nécessité du mécanisme à une autre forme d'explication fondée sur la raison et les causes finales ; c'est pourquoi il parle de « raison suffisante » et non seulement de « cause suffisante ». Tout d'abord, contre la nécessité introduite par Hobbes et Spinoza, Leibniz défend l'idée selon laquelle les lois de la nature sont contingentes et sont, de ce fait, subordonnées aux sages raisons qui font que Dieu choisit le meilleur des mondes possibles. Ensuite, la théorie de l'harmonie préétablie permet de poser une correspondance entre les corps, soumis à la loi des causes efficientes, et les substances qui obéissent à la loi des causes finales, c'est-à-dire à la recherche du meilleur. Ainsi, paradoxalement, le principe de raison suffisante de Leibniz, alors qu'il a été interprété comme un fondement du déterminisme, avait pour son auteur le but de réhabiliter la contingence et la raison, contre les causes efficientes et la nécessité.

#### Un déterminisme global: D'Holbach

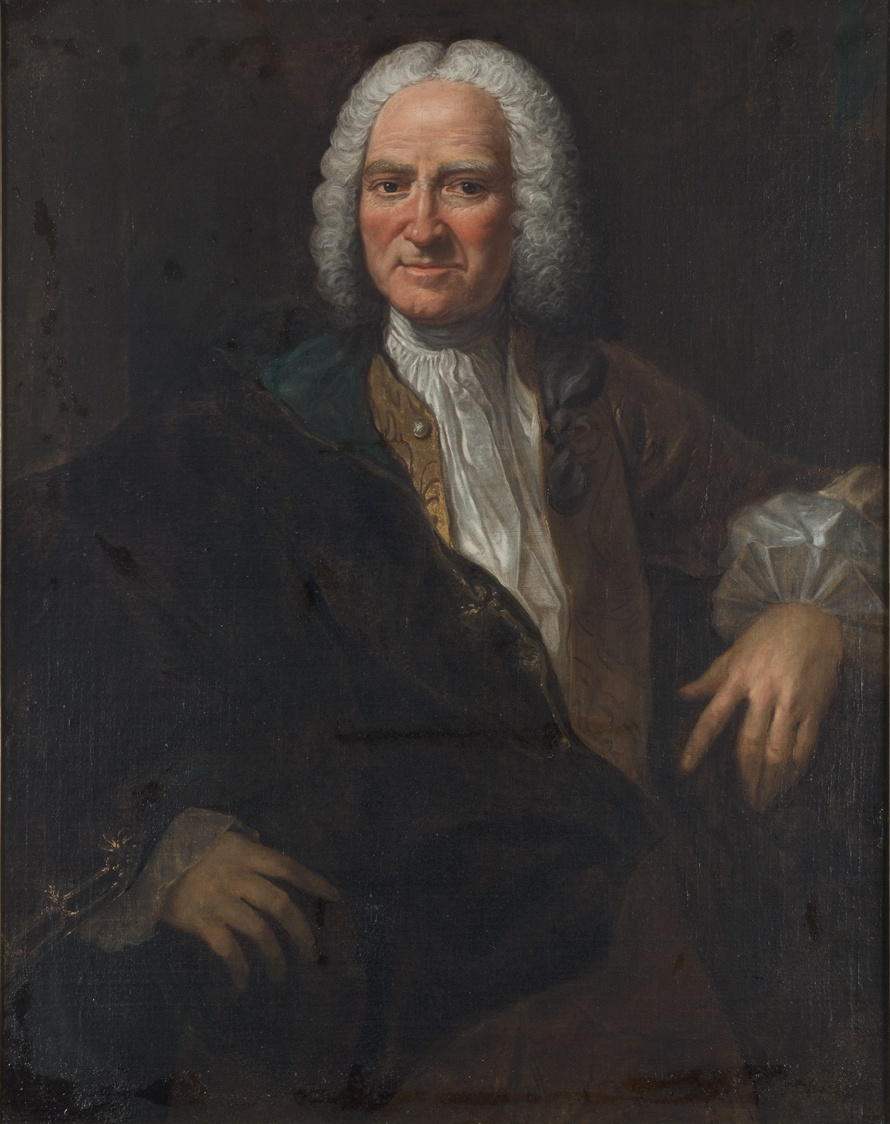
Paul Thiry d'Holbach par Alexandre Roslin (1785).

Le principe de raison suffisante est bien assimilé dans les milieux intellectuels français qui gravitent autour de l'Encyclopédie, comme en témoigne l'article « Fortuit » que rédige D'Alembert pour l'Encyclopédie et qui peut être vu comme une source de l'argument de Laplace. Les matérialistes français du siècle des Lumières, La mettrie, d'Holbach, Helvétius, assument ouvertement un déterminisme sans compromis. Le baron d'Holbach, dans son Système de la nature, expose une philosophie de la nature dans laquelle le plus infime détail des phénomènes est conditionné par une « cause suffisante » qui le détermine mathématiquement :

« Dans un tourbillon de poussière qu'élève un vent impétueux, quelque confus qu'il paraisse à nos yeux ; dans la plus affreuse tempête excitée par des vents opposés qui soulèvent les flots, il n'y a pas une seule molécule de poussière ou d'eau qui soit placée au hasard, qui n'ait sa cause suffisante pour occuper le lieu où elle se trouve, et qui n'agisse rigoureusement de la manière dont elle doit agir. Un géomètre, qui connaîtrait exactement les différentes forces qui agissent dans ces deux cas, et les propriétés des molécules qui sont mues, démontrerait que, d'après les causes données, chaque molécule agit précisément comme elle doit agir, et ne peut agir autrement qu'elle ne fait. »

Ce déterminisme est à la fois infiniment précis et global, rien dans la nature ne peut y échapper. L'âme humaine, en tant que réalité matérielle, n'a aucun pouvoir pour s'y soustraire, elle est solidaire de la totalité de l'univers et ses moindres choix sont conditionnés :

« Ainsi l'homme est un être physique ; de quelque façon qu'on le considère il est lié à la nature universelle, et soumis aux lois nécessaires et immuables qu'elle impose à tous les êtres qu'elle renferme, d'après l'essence particulière ou les propriétés qu'elle leur donne, sans les consulter. Notre vie est une ligne que la nature nous ordonne de décrire à la surface de la terre sans jamais pouvoir nous en écarter un instant. »

### Débats analytiques contemporains
La question du déterminisme reste vive dans les débats en philosophie analytique, la principale controverse portant sur la mesure dans laquelle celui-ci est compatible avec la responsabilité que nous nous attribuons sur nos actes,. Aussi, il est possible de classer les différentes réponses philosophiques en fonction de leur positionnement sur le caractère déterministe, ou non, de la nature et sur le caractère libre, ou non, de la volonté. On peut schématiquement les classer selon le tableau suivant :
|                               |     | Le libre arbitre est-il possible ? |                      |
| Oui                           | Non |                                    |                      |
| Le déterminisme est-il vrai ? | Oui | Compatibilisme                     | Déterminisme dur     |
| Le déterminisme est-il vrai ? | Non | Libertarianisme                    | Incompatibilisme dur |

#### Le compatibilisme
Le compatibilisme correspond à une position déjà répandue chez les modernes qui consiste à soutenir que le déterminisme n'est pas incompatible avec le libre arbitre, il est même une condition de la liberté humaine dans la mesure où les lois de la nature rendent les phénomènes prévisibles, scientifiquement compréhensibles, techniquement contrôlables et assurent qu'il y a bien un lien causal entre nos décisions et nos actions.

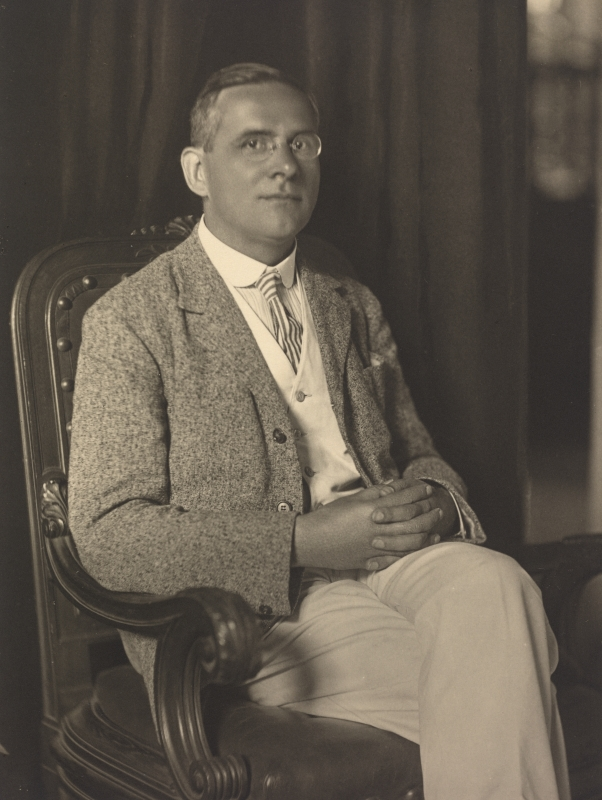
Moritz Schlick (1882-1936).

Cette doctrine a été introduite dans la tradition analytique par Schlick et elle y a été dominante jusqu'au années soixante. Toutefois, une telle conception demande que l'on redéfinisse la liberté : pour les compatibilistes, la liberté s'entend comme une absence de contraintes : on est libre si rien ne peut nous empêcher de faire un choix, sauf notre propre volonté.
Pour cette raison, les compatibilistes ont donné une définition conditionnelle de la liberté : il suffit de savoir que quelqu'un aurait pu prendre une décision si il l'avait voulu pour affirmer le libre arbitre. L'action libre est celle que l'on a réalisée parce que l'on a voulu la réaliser et que l'on aurait pas réalisée si l'on n'avait pas voulu la réaliser.
Cette définition conditionnelle (si) rend compatible la notion de liberté avec le déterminisme : cette notion de liberté existe et a un sens, que l'univers soit déterministe ou non.
Les limites de cette définition ont été mises en lumière, à partir des années soixante, par les arguments incompatibilistes de Roderick Chisholm et Peter van Inwagen. Pour intégrer ces objections, le compatibilisme a été amené à évoluer. John Martin Fischer (en) et Harry Frankfurt ont notamment proposé une position « semi-compatibiliste » reposant sur le principe selon lequel le fait d'être causalement déterminé à faire un choix n'exclut pas que l'on soit responsable de ce choix.

#### Le libertarianisme
La position libertarienne (en) à propos du déterminisme est tout à fait indépendante de la doctrine libertarienne en philosophie politique. Le terme désigne toutes les doctrines qui rejettent le déterminisme pour rendre possible le libre arbitre.
Peter van Inwagen a ainsi résumé l'incompatibilité fondamentale entre liberté et déterminisme : si nous n'avons aucun pouvoir sur le passé et sur les lois de la nature, si les événements futurs sont les conséquences logiques du passé et des lois de la nature, nous ne pouvons rien changer aux événements futurs, donc nous n'avons aucun contrôle sur les événements futurs, y compris nos propres actions puisqu'elles sont, elles aussi, déterminées.
Dans un premier temps, les libertariens ont pu s'appuyer sur les limites, réelles ou supposées, du déterminisme en sciences pour défendre une conception indéterministe de la nature. K. Popper est un des représentants célèbres de la position anti-déterministe au XXe siècle. On a vu apparaître par la suite des analyses métaphysiques raffinées de la liberté en termes de causalité des agents ou de causalité des événements, ou encore de liberté non causale. Néanmoins, l'articulation de l'indéterminisme physique et de la liberté de la volonté est loin d'être élucidée et fait l'objet de nombreuses théories et controverses.

#### Le déterminisme dur

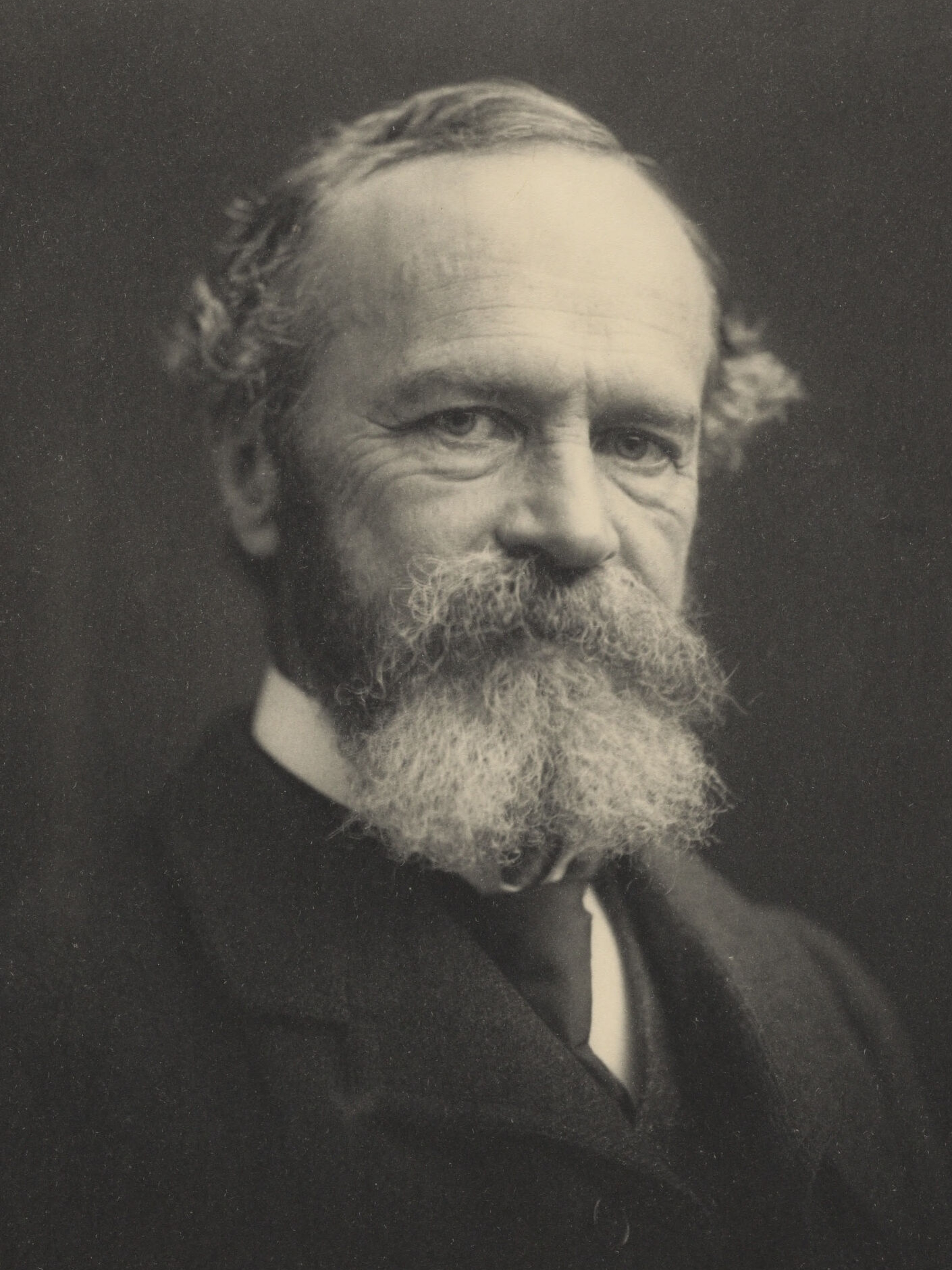
William James (1842-1910), inventeur de l'expression « hard determinism ».

Face aux arguments en faveur de l'incompatibilité entre déterminisme et liberté, une autre solution est de rejeter le libre arbitre. On obtient la position que l'on appelle le « déterminisme dur », l'adjectif « dur » servant à faire la différence avec le compatibilisme qui, lui aussi, admet le déterminisme mais conserve le libre arbitre.
L'expression « déterminisme dur » remonte à William James et correspond à l'image que l'on se fait familièrement du déterminisme, à savoir celle d'une doctrine dans laquelle tout dans la nature s'explique par des mécanismes sur lesquels la volonté humaine n'a aucune prise. Le déterminisme dur a pu s'appuyer sur l'idée, communément répandue au XIXe siècle et dans la première moitié du xxe, selon laquelle le déterminisme était indissociable du projet scientifique et d'une approche physicaliste de la nature.
Plus récemment, des psychologues comme Benjamin Libet ou Daniel Wegner ont pu mobiliser des expériences neurologiques et psychologiques pour illustrer l'idée selon laquelle nos choix seraient, secrètement et irrésistiblement, déterminés par des mécanismes cérébraux. L'interprétation de ces expériences et leur portée philosophique effective a toutefois fait l'objet de nombreuses critiques.

#### L'incompatibilisme dur
L'« incompatibilisme dur » correspond à l'option affirmant que le libre arbitre est incompatible avec le déterminisme comme avec l'indéterminisme, c'est pourquoi il peut aussi être appelé « impossibilisme » ou encore « scepticisme » vis-à-vis du libre arbitre. Cette position peut être saisie comme la conséquence d'un argument des compatibilistes : s'il n'y avait aucun déterminisme dans les phénomènes, alors il ne pourrait y avoir ni prévision, ni contrôle des événements par l'esprit humain.
Derk Pereboom (en) a développé une telle critique du libre arbitre montrant que cette notion est inconsistante parce que si le déterminisme est vrai, elle est annulée par le déterminisme dur, et si l'indéterminisme est vrai, elle est annulée par le caractère imprévisible de la causalité.
Cette position peut aussi être rapprochée de celle de Galen Strawson qu'il qualifie de théorie « pessimiste » du libre arbitre.